# El Kazovsky
El Kazovsky (13 de julho de 1948 – 21 de julho de 2008) foi um pintor, performer, poeta e figurinista húngaro nascido na Rússia.

## Vida pessoal
El Kazovsky nasceu em Leningrado, Rússia, filho de Irina Putolova, uma historiadora de arte, e Yefim Kazovsky, um físico. Mudou-se para a Hungria em 1965, aos 15 anos, e formou-se em 1977 em pintura pela Academia Húngara de Belas Artes. Os mestres de El Kazovsky foram György Kádár e Ignác Kokas.
El Kazovsky foi aberto sobre ser transgênero — nascido biologicamente como mulher e se autodefinindo como um homem andrófilo.

## Arte
A sua arte não pode ser dividida em períodos; todas as suas pinturas expressivas revelam o mesmo mundo mitológico que ele criou. Várias figuras recorrentes aparecem em muitas de suas pinturas, como o cachorro de nariz comprido ou a figura da bailarina. Além de pinturas, seu trabalho inclui cenografia, performances e instalações.

## Prêmios
- Prêmio Kossuth (2002)
- Prêmio Mihaly Munkacsy (1989)
- Bolsa Gyula Derkovits (1980)

## Exposições
Espetáculos individuais:
- El Kazovsky: Encore — Galeria Várfok, Budapeste, 2016
- Museu Estatal Russo – Palácio de Mármore, São Petersburgo, 2005

Mostras coletivas:
- Mis-en Abyme (Kép a képben) — Galeria Várfok, Budapeste, 2008
- Danubiana — Museu de Arte Meulensteen, Bratislava, 2007
- Re:embrandt – Artistas Húngaros Contemporâneos Respondem. Museu de Belas Artes de Budapeste, Budapeste, 2006
- Espaço Comum — Museu Ernst Budapeste, Budapeste, 2006
- Em Preto e Branco – Exposição de Arte Gráfica. Műcsarnok Kunsthalle, Budapeste, 2001
- Série milenar de exposições no Mucsarnok — Mucsarnok Kunsthalle, Budapeste, 2000

## Coleções públicas
- Galeria Nacional Húngara (Magyar Nemzeti Galéria), Budapeste, Hungria
- Museu Ludwig - Museu de Arte Contemporânea, Budapeste, Hungria
- Instituto de Arte Contemporânea, Dunaújváros, Hungria
- Museu Sztuki w Lodz, Polônia[4]

## Livros, monografias
- Forgacs, Eva: El Kazovszkij (monografia, 1996)
- Uhl, Gabriella: El Kazovszkij kegyetlen testeszínháza (álbum, 2008)